# Boris Gojchman
Boris Abramovič Gojchman (in russo Борис Абрамович Гойхман?; Voznesens'k, 28 aprile 1919 – Mosca, 28 ottobre 2005) è stato un pallanuotista sovietico, vincitore di una medaglia d'argento alle Olimpiadi di Roma 1960 ed una di bronzo a quelli di Melbourne 1956. Ha inoltre, disputato i Giochi di Helsinki 1952, raggiungendo il 7º posto.